# Wakō

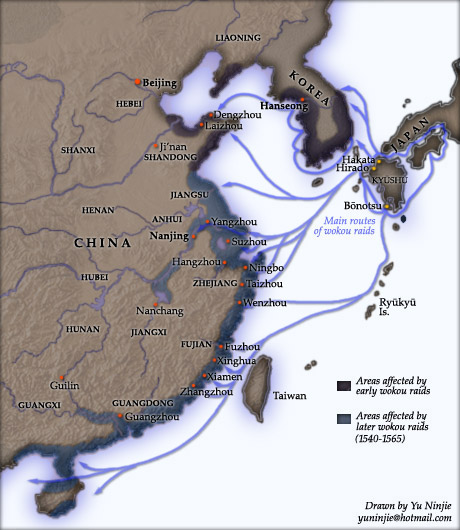
Rutas de los wakō.

El término wakō (en japonés, wōkòu, 倭寇, en chino o waegu, 왜구, en coreano) era utilizado para referirse a piratas que atacaban las costas de China y Corea, una práctica que comenzó en el siglo XIII, siendo su base el noroeste de la provincia de Hizen, en Kyūshū. Originalmente los wakō eran rōnin (samuráis sin señor), comerciantes o contrabandistas japoneses, pero dos siglos más tarde la práctica se extendió también entre gente proveniente de China.
Debido a las invasiones mongolas a Japón su actividad cesó por algún tiempo. Durante el siglo XIV, con las guerras Nanbokuchō y los conflictos internos del país, se intensificó la actividad de los wakō, registrándose 174 operaciones de estos grupos entre 1376 y 1385. A mediados del siglo XVI, los piratas japoneses se asociaron con los chinos, por lo que muchos de ellos siguieron su ejemplo.
El significado del término wakō era «bandidos del país de Wa», refiriéndose a Japón. La referencia más temprana del término se encuentra en la Estela de Gwanggaeto, erigida en 414. El término fue empleado ampliamente para referirse de forma peyorativa a los japoneses en China y Corea, e incluso se suele utilizar el término actualmente.
De acuerdo con la historia Ming del siglo XVI, el 30% de los wakō eran japoneses, con el 70% restante de origen chino. La mayoría de los piratas wakō eran mezcla de comerciantes, samurái y delincuentes. Notables wakō incluían el pirata chino Wang Zhi, y el rey Myeongjong de Joseon, que castigó a un wakō chino que pretendía ser japonés.